# Luis Meléndez

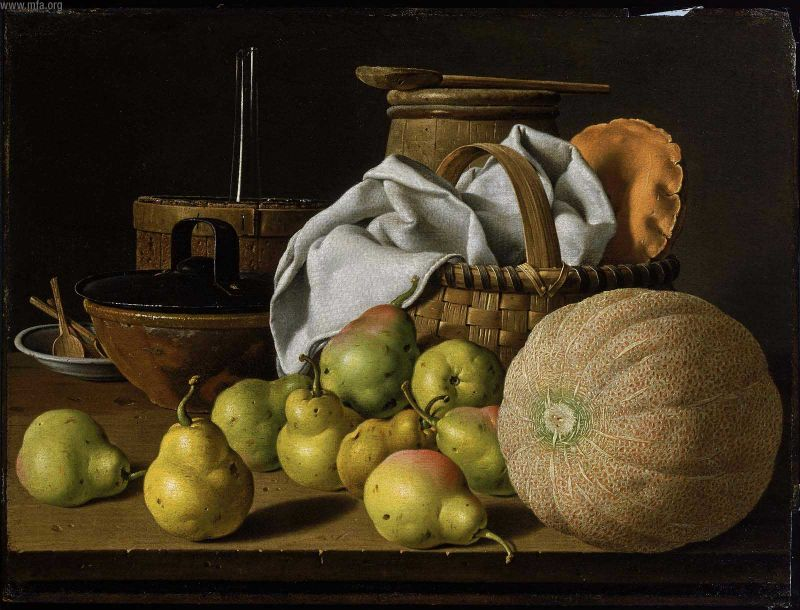
Martwa natura z melonami i gruszkami (ok. 1700)

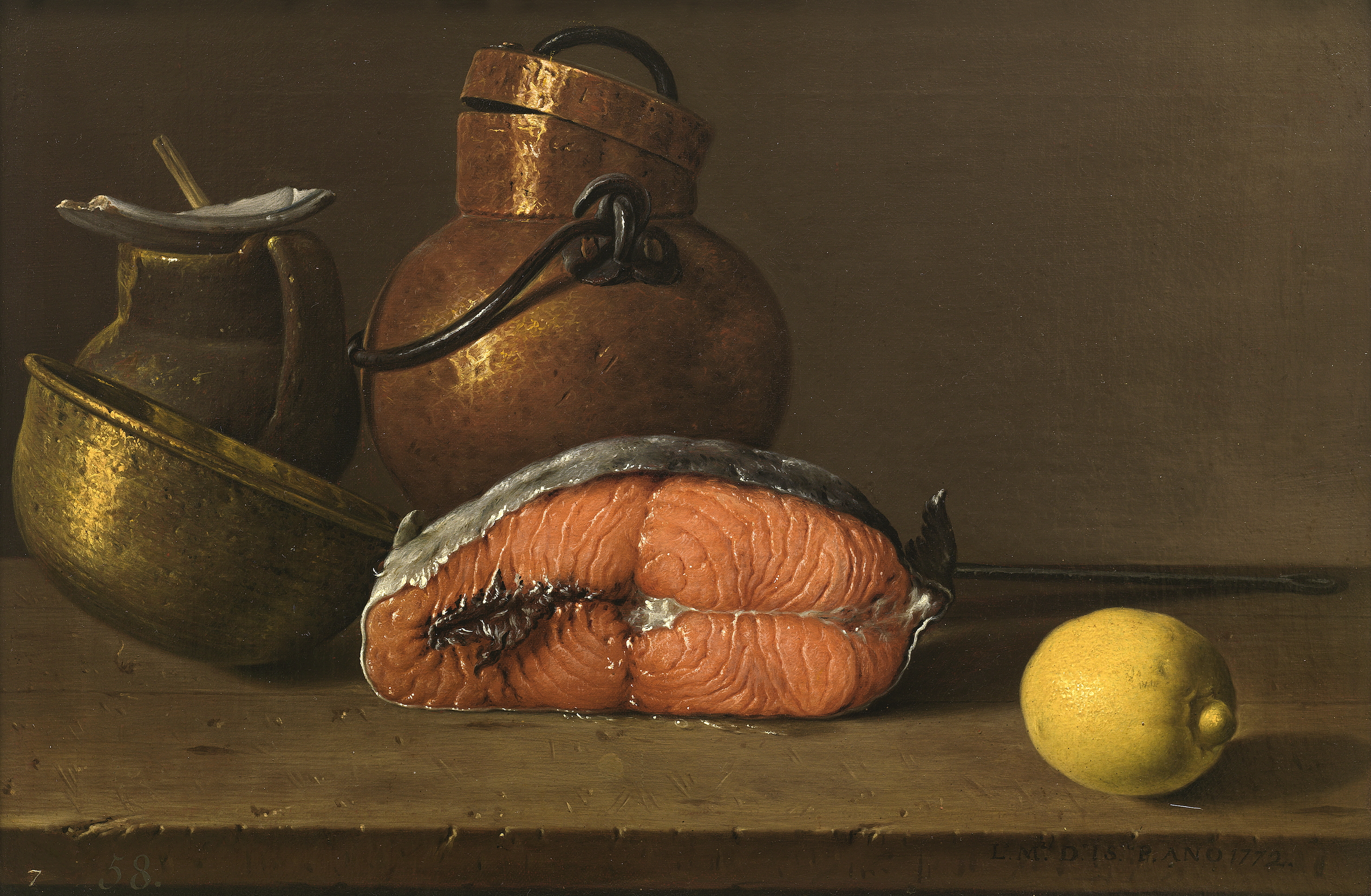
Martwa natura z łososiem, cytryną i naczyniami (1772)

Luiz Egidio (Eugenio) Meléndez lub Menéndez (ur. w 1716 w Neapolu, zm. w 1780 w Madrycie) – hiszpański malarz martwych natur.
Jego matka była Włoszką. W 1717 rodzina przeniosła się z Włoch do Hiszpanii. Najpierw terminował u ojca – królewskiego miniaturzysty Francisca Antonia Melendeza, a następnie u Louisa Michela van Loo. W l. 1748-52 przebywał w Rzymie i Neapolu. Po powrocie do Madrytu pracował jako miniaturzysta.
Malował martwe natury utrzymane w tradycji Zurbarana i Velasqueza. W l. 1760-1773 wykonał cykl 44 martwych natur do pałacu Karola III w Aranjuez. Choć był najwybitniejszym hiszpańskim malarzem martwych natur w XVIII w. umarł w biedzie.

## Wybrane dzieła
- Autoportret (1746) – Paryż, Luwr
- Kielich z winem, arbuz i chleb – Madryt, Prado
- Martwa natura z cytrynami i pomarańczami (ok. 1760) – National Gallery w Londynie
- Martwa natura z figami i chlebem (ok. 1773) – Paryż, Luwr
- Martwa natura z figami i chlebem (ok. 1770) – Waszyngton, National Gallery of Art
- Martwa natura z łososiem, cytryną i naczyniami (1772) – Madryt, Prado
- Martwa natura z melonami i gruszkami (1772) – Muzeum Sztuk Pięknych w Bostonie
- Martwa natura z ogórkami i pomidorami (1772) – Madryt, Prado
- Martwa natura z okoniem morskim i pomarańczami (1772) – Madryt, Prado
- Martwa natura z owocami i dzbanem (ok. 1773) – Muzeum Sztuk Pięknych w Bilbao
- Martwa natura z pomarańczami i orzechami włoskimi (1772) – National Gallery w Londynie
- Martwa natura z pudełkiem słodyczy, obwarzankiem i innymi przedmiotami (1770) – Madryt, Prado
- Martwa natura z rybą, chlebem i czajnikiem – Cleveland Museum of Art